# Элк (приток Кановы)
Элк (Элк-Ривер, англ. Elk River, буквально — Лосиная река) — река в Западной Виргинии.
Длина реки — 277 км. Элк-Ривер образован слиянием горных ручьёв Олд-Филд-Форк и Биг-Спринг-Форк около невключённой территории Слейти-Форк на высоте 813 м. Река протекает преимущественно в западном направлении по Аллеганскому плато, впадая в Канову на территории Чарлстона. Крупнейшие притоки — Холли и Бирч-Ривер.
Название реки, предположительно, появилось со слов местных индейцев, утверждавших, что у реки водится большое количество лосей. Индейские названия реки — Пекуони, Тискелва, Токуеман.
Река Элк обеспечивала водный транспортный путь, необходимый для сплава брёвен и больших грузовых каноэ из лесов центральной и восточной Западной Виргинии с конца 1800-х до начале 1900-х гг. Позже река утратила хозяйственное значение после появления железных дорог.
В январе 2014 года разлив в нижнем течении реки химического вещества 4-метилциклогексана и метанола, используемых в качестве промывочного компонента в процессе переработки угля, потребовал от властей Западной Вирджинии обеспечения водой около 300 тыс. человек в девяти округах штата. Также не оценена степень влияния этого загрязнения на редкую рыбу Crystallaria cincotta, обитающую лишь в нескольких реках бассейна Огайо.